# Liste des bourgmestres flamands entre 2019 et 2024
En Région flamande, les bourgmestres sont détenteurs du pouvoir exécutif communal. La tutelle sur les communes est exercée par la Région, qui ratifie la nomination des bourgmestres. Les bourgmestres ci-dessous sont issus des conseils communaux élus lors des élections communales et provinciales belges de 2018.

## Province d'Anvers
| Commune                | Bourgmestre                                |  | Parti                     |
| ---------------------- | ------------------------------------------ |  | ------------------------- |
| Aartselaar             | Sophie De Wit                              |  | N-VA                      |
| Anvers                 | Bart De Wever                              |  | N-VA                      |
| Arendonk               | Kristof Hendrickx                          |  | N-VA                      |
| Baerle-Duc             | Franciscus De Bont                         |  | Forum+                    |
| Balen                  | Johan Leysen                               |  | CD&V                      |
| Beerse                 | Bart Craane                                |  | CDE-Vlim.be               |
| Berlaar                | Walter Horemans                            |  | CD&V                      |
| Boechout               | Koen T'Sijen                               |  | sp.a (PROboechout&vremde) |
| Bonheiden              | Lode Van Looy                              |  | BR30                      |
| Boom                   | Jeroen Baert                               |  | N-VA                      |
| Bornem                 | Kristof Joos                               |  | N-VA                      |
| Borsbeek               | Désiré Van Berckelaer                      |  | Iedereen Borsbeek         |
| Brasschaat             | Filip Cools (faisant fonction)             |  | N-VA                      |
| Brecht                 | Sven Deckers                               |  | N-VA                      |
| Dessel                 | Kris Van Dijck                             |  | N-VA                      |
| Duffel                 | Sofie Joosen                               |  | N-VA                      |
| Edegem                 | Koen Metsu                                 |  | N-VA                      |
| Essen                  | Gaston Van Tichelt                         |  | CD&V                      |
| Geel                   | Vera Celis                                 |  | N-VA                      |
| Grobbendonk            | Marianne Verhaert                          |  | GIB                       |
| Heist-op-den-Berg      | Luc Vleugels                               |  | CD&V                      |
| Hemiksem               | Luc Bouckaert                              |  | CD&V-Groen                |
| Herentals              | Mientje Van Olmen                          |  | CD&V                      |
| Herenthout             | Stijn Raeymaekers                          |  | Éénheid - N-VA            |
| Herselt                | Peter Keymeulen                            |  | N-VA                      |
| Hoogstraten            | Marcus Van Aperen                          |  | Hoogstraten Leeft         |
| Hove                   | Koen Volckaerts                            |  | N-VA                      |
| Hulshout               | Geert Daems                                |  | CD&V                      |
| Kalmthout              | Lukas Jacobs                               |  | CD&V                      |
| Kapellen               | Dirk Van Mechelen                          |  | Open Vld                  |
| Kasterlee              | Eduardus Kennes                            |  | CD&V                      |
| Kontich                | Bart Seldeslachts                          |  | N-VA                      |
| Laakdal                | Kristin Gielis                             |  | CD&V                      |
| Lier                   | Frank Boogaerts                            |  | N-VA                      |
| Lille                  | Marleen Peeters                            |  | N-VA                      |
| Lint                   | Harry Debrabandere                         |  | N-VA                      |
| Malle                  | Harry Hendrickx                            |  | DBM                       |
| Malines                | Alexander Vandersmissen (faisant fonction) |  | Open Vld - Groen - M+     |
| Meerhout               | Nele Geudens                               |  | CD                        |
| Merksplas              | Frank Wilrycx                              |  | Leefbaar Merksplas        |
| Mol                    | Wim Caeyers                                |  | CD&V                      |
| Mortsel                | Erik Broeckx                               |  | N-VA                      |
| Niel                   | Tom De Vries                               |  | Open Vld                  |
| Nijlen                 | Paul Verbeeck                              |  | CD&V                      |
| Olen                   | Seppe Bouquillon                           |  | CD&V                      |
| Putte                  | Peter Gysbrechts                           |  | Lijst Burgemeester        |
| Puers-Saint-Amand      | Peter Van Hoeymissen (faisant fonction)    |  | CD&V - Teamkoen           |
| Ranst                  | Johan De Ryck                              |  | N-VA                      |
| Ravels                 | Walter Luyten                              |  | CD&V                      |
| Réthy                  | Patrick Geuens                             |  | Nieuw Retie               |
| Rijkevorsel            | Dorien Cuylaerts                           |  | N-VA                      |
| Rumst                  | Jurgen Callaerts                           |  | N-VA                      |
| Schelle                | Robert Mennes                              |  | CD&V                      |
| Schilde                | Dirk Bauwens                               |  | N-VA                      |
| Schoten                | Maarten De Veuster                         |  | N-VA                      |
| Stabroek               | Henri Frans                                |  | N-VA                      |
| Turnhout               | Paul Van Miert                             |  | N-VA                      |
| Vieux-Turnhout         | Bob Coppens                                |  | N-VA                      |
| Vorselaar              | Lieven Janssens                            |  | ACTIEV                    |
| Vosselaar              | Gilles Bultinck                            |  | CD&V                      |
| Wavre-Sainte-Catherine | Kristof Sels                               |  | N-VA                      |
| Westerlo               | Guy Van Hirtum                             |  | CD&V                      |
| Wijnegem               | Ivo Wynants                                |  | N-VA                      |
| Willebroeck            | Eddy Bevers                                |  | N-VA                      |
| Wommelgem              | Frank Gys                                  |  | N-VA                      |
| Wuustwezel             | Dieter Wouters                             |  | CD&V                      |
| Zandhoven              | Lucas Van Hove                             |  | CD&V                      |
| Zoersel                | Elisabeth Verstreken                       |  | N-VA                      |
| Zwijndrecht            | André Van de Vyver                         |  | Groen                     |

## Province du Brabant flamand
| Commune            | Bourgmestre                   |  | Parti                          |
| ------------------ | ----------------------------- |  | ------------------------------ |
| Aarschot           | Gwendolyn Rutten              |  | Open Vld                       |
| Affligem           | Walter De Donder              |  | CD&V (Lijst Burgemeester)      |
| Asse               | Koenraad Van Elsen            |  | CD&V                           |
| Beersel            | Hugo Vandaele                 |  | CD&V                           |
| Begijnendijk       | Bert Ceulemans                |  | Samen                          |
| Bekkevoort         | Hans Vandenberg               |  | CD&V                           |
| Bertem             | Joel Vander Elst              |  | Gemeentebelangen - Open Vld    |
| Bever              | Dirk Willem                   |  | Thuis in Bever                 |
| Bierbeek           | Johan Vanhulst                |  | CD&V                           |
| Boortmeerbeek      | Karin Derua                   |  | Open Vld                       |
| Boutersem          | Chris Vervliet                |  | CD&V                           |
| Cortenbergh        | Alexandra Thienpont           |  | CD&V                           |
| Crainhem           | Bertrand Waucquez             |  | Kraainem-Unie                  |
| Diest              | Christophe De Graef           |  | Open Diest                     |
| Dilbeek            | Willy Segers                  |  | N-VA                           |
| Drogenbos          | Alexis Calmeyn                |  | Drogenbos Plus - LB            |
| Gammerages         | Patrick Decat                 |  | CD&V                           |
| Geetbets           | Jozef Roggen                  |  | Open Vld                       |
| Glabbeek           | Peter Reekmans                |  | Dorpspartij                    |
| Gooik              | Michel Doomst                 |  | CD&V                           |
| Grimbergen         | Christiaan Selleslagh         |  | Open Vld                       |
| Haacht             | Steven Swiggers               |  | Open Vld                       |
| Hal                | Marc Snoeck                   |  | sp.a                           |
| Herent             | Astrid Pollers                |  | N-VA                           |
| Hérinnes           | Kris Poelaert                 |  | CD&V                           |
| Hoegaarden         | Jean-Pierre Taverniers        |  | CD&V                           |
| Hoeilaart          | Tim Vandenput                 |  | Open Vld                       |
| Holsbeek           | Hans Eyssen                   |  | CD&V                           |
| Huldenberg         | Danny Vangoidtsenhoven        |  | Open Vld                       |
| Kampenhout         | Kris Leaerts                  |  | CD&V (Team Burgemeester)       |
| Kapelle-op-den-Bos | Renaat Huysmans               |  | N-VA                           |
| Keerbergen         | Erik Moons (faisant fonction) |  | Open Vld                       |
| Kortenaken         | Stefaan Devos                 |  | CD&V                           |
| Landen             | Gino Debroux                  |  | sp.a (L'Anders)                |
| Léau               | Boudewijn Herbots             |  | CD&V                           |
| Lennik             | Irina De Knop                 |  | Open Vld (Lijst Burgemeester)  |
| Leeuw-Saint-Pierre | Luc Deconinck                 |  | N-VA                           |
| Liedekerke         | Steven Van Linthout           |  | CD&V Plus                      |
| Linkebeek          | Yves Ghéquière                |  | Link@venir                     |
| Linter             | Marc Wijnants                 |  | CD&V                           |
| Londerzeel         | Conny Moons                   |  | LWD                            |
| Louvain            | Mohamed Ridouani              |  | sp.a                           |
| Lubbeek            | Theo Francken                 |  | N-VA                           |
| Machelen           | Marc Grootjans                |  | CD&V                           |
| Meise              | Gerda Van den Brande          |  | N-VA                           |
| Merchtem           | Maarten Mast                  |  | Lijst 1785                     |
| Montaigu-Zichem    | Emmanuel Claes                |  | CD&V                           |
| Opwijk             | Albert Beerens                |  | Open Vld                       |
| Oud-Heverlee       | Adrien Daniëls                |  | CD&V                           |
| Overijse           | Inge Lenseclaes               |  | Overijse 2002 - N-VA           |
| Pepingen           | Eddy Timmermans               |  | Open Vld (Lijst van de Burger) |
| Rhode-Saint-Genèse | Pierre Rolin                  |  | IC-GB                          |
| Roosdaal           | Wim Goossens                  |  | CD&V                           |
| Rotselaer          | Jelle Wouters                 |  | CD&V                           |
| Steenockerzeel     | Kurt Ryon                     |  | Klaver - N-VA                  |
| Ternat             | Michel Vanderhasselt          |  | CD&V en Volks                  |
| Tervuren           | Jan Spooren                   |  | N-VA                           |
| Tielt-Winge        | Rudi Beeken                   |  | Open Vld                       |
| Tirlemont          | Katrien Partyka               |  | CD&V                           |
| Tremelo            | Bert De Wit                   |  | CD&V                           |
| Vilvorde           | Hans Bonte                    |  | sp.a                           |
| Wemmel             | Walter Vansteenkiste          |  | L.B.                           |
| Wezembeek-Oppem    | Frédéric Petit                |  | LB-UNION                       |
| Zaventem           | Ingrid Holemans               |  | Open Vld                       |
| Zemst              | Veerle Geerinckx              |  | N-VA                           |

## Province de Flandre-Occidentale
| Commune               | Bourgmestre              |  | Parti                         |
| --------------------- | ------------------------ |  | ----------------------------- |
| Alveringem            | Gerard Liefooghe         |  | Gemeentebelangen CD&V         |
| Anzegem               | Gino Devogelaere         |  | Samen één                     |
| Ardoye                | Karlos Callens           |  | Open Vld (Groep 82)           |
| Avelgem               | Lutgart Deseyn           |  | GBA - Gemeentebelangen        |
| Beernem               | Jos Sypré                |  | CD&V                          |
| Blankenberghe         | Daphné Dumery            |  | N-VA                          |
| Bredene               | Steve Vandenberghe       |  | sp.a                          |
| Bruges                | Dirk De fauw             |  | CD&V                          |
| Courtrai              | Vincent Van Quickenborne |  | Open Vld (Team Burgemeester)  |
| Coxyde                | Marc Vanden Bussche      |  | Open Vld (Lijst Burgemeester) |
| Damme                 | Joachim Coens            |  | CD&V                          |
| Deerlijk              | Claude Croes             |  | CD&V                          |
| Dentergem             | Koenraad Degroote        |  | N-VA (Eendracht)              |
| Dixmude               | Lies Laridon             |  | CD&V                          |
| Espierres-Helchin     | Dirk Walraet             |  | LB-2018                       |
| Furnes                | Peter Roose              |  | Veurne Plus                   |
| Gistel                | Gauthier Defreyne        |  | Open Vld                      |
| Harelbeke             | Alain Top                |  | sp.a                          |
| Heuvelland            | Marc Lewyllie            |  | Gemeentebelangen              |
| Hooglede              | Rita Demaré              |  | CD&V                          |
| Houthulst             | Joris Hindryckx          |  | CD&V                          |
| Ichtegem              | Jan Bekaert              |  | WIT                           |
| Ingelmunster          | Kurt Windels             |  | De Brug - N-VA - Open Vld     |
| Izegem                | Bert Maertens            |  | N-VA                          |
| Jabbeke               | Daniël Vanhessche        |  | CD&V                          |
| Knokke-Heist          | Leopold Lippens          |  | Gemeentebelangen              |
| Koekelare             | Patrick Lansens          |  | sp.a                          |
| Kortemark             | Karolien Damman          |  | CD&V                          |
| Kuurne                | Francis Benoit           |  | CD&V                          |
| Langemark-Poelkapelle | Lieven Vanbelleghem      |  | CD&V                          |
| La Panne              | Bram Degrieck            |  | Het Plan-B                    |
| Le Coq                | Wilfried Vandaele        |  | Open & N-VA                   |
| Ledeghem              | Bart Dochy               |  | CD&V (CD&V/VD)                |
| Lendelede             | Carine Dewaele           |  | CD&V                          |
| Lichtervelde          | Ria Beeusaert-Pattyn     |  | CD&V                          |
| Lo-Reninge            | Lode Morlion             |  | CD&V (Dynamisch)              |
| Menin                 | Eddy Lust                |  | Open Vld                      |
| Messines              | Sandy Evrard             |  | Open Vld (MLM)                |
| Meulebeke             | Dirk Verwilst            |  | CD&V (Lijst Burgemeester)     |
| Middelkerke           | Jean Dedecker            |  | Lijst Dedecker                |
| Moorslede             | Ward Vergote             |  | Visie                         |
| Nieuport              | Geert Vanden Broucke     |  | CD&V                          |
| Ostende               | Bart Tommelein           |  | Open Vld                      |
| Oostkamp              | Jan de Keyser            |  | CD&V                          |
| Oostrozebeke          | Luc Derudder             |  | Oostrozebeke.nu               |
| Oudenburg             | Anthony Dumarey          |  | Open Vld                      |
| Pittem                | Ivan Delaere             |  | CD&V                          |
| Poperinge             | Christof Dejaegher       |  | CD&V                          |
| Roulers               | Kris Declercq            |  | CD&V                          |
| Ruiselede             | Greet De Roo             |  | RKD                           |
| Staden                | Francesco Vanderjeugd    |  | Open Vld                      |
| Thourout              | Kristof Audenaert        |  | CD&V                          |
| Tielt                 | Luc Vannieuwenhuyze      |  | CD&V                          |
| Vleteren              | Stephan Mourisse         |  | LVP                           |
| Waregem               | Kurt Vanryckeghem        |  | CD&V                          |
| Wervicq               | Youro Casier             |  | sp.a                          |
| Wevelgem              | Jan Seynhaeve            |  | CD&V                          |
| Wielsbeke             | Jan Stevens              |  | CD&V                          |
| Wingene               | Hendrik Verkest          |  | CD&V                          |
| Ypres                 | Emmily Talpe             |  | Open Ieper                    |
| Zedelgem              | Annick Vermeulen         |  | CD&V (CD&V-Nieuw)             |
| Zonnebeke             | Dirk Sioen               |  | Team8980                      |
| Zuienkerke            | Alain De Vlieghe         |  | Lijst Burgemeester            |
| Zwevegem              | Marc Doutreluigne        |  | Gemeentebelangen              |

## Province de Flandre-Orientale
| Commune              | Bourgmestre                      |  | Parti                              |
| -------------------- | -------------------------------- |  | ---------------------------------- |
| Aalter               | Patrick Hoste (faisant fonction) |  | CD&V (CD&V / N-VA)                 |
| Alost                | Christoph D'Haese                |  | N-VA                               |
| Assenede             | Philippe De Coninck              |  | Open Vld (SamenPlus)               |
| Audenarde            | Marnic De Meulemeester           |  | Open Vld                           |
| Berlare              | Katja Gabriëls                   |  | Open Vld                           |
| Beveren              | Marc Van De Vijver               |  | CD&V                               |
| Brakel               | Stefaan Devleeschouwer           |  | Open Vld                           |
| Buggenhout           | Pierre Claeys                    |  | CD&V                               |
| De Pinte             | Vincent Van Peteghem             |  | CD&V                               |
| Deinze               | Jan Vermeulen                    |  | CD&V                               |
| Denderleeuw          | Jo Fonck                         |  | Lijst van Burgemeester             |
| Destelbergen         | Elsie Sierens                    |  | Open Vld                           |
| Eeklo                | Luc Vandevelde                   |  | SMS Eeklo                          |
| Erpe-Mere            | Hugo De Waele                    |  | CD&V                               |
| Everghem             | Joeri De Maertelare              |  | N-VA                               |
| Gand                 | Mathias De Clercq                |  | Open Vld                           |
| Gavere               | Denis Dierick                    |  | Open Vld (Open Vld - VOG)          |
| Grammont             | Guido De Padt                    |  | Open Vld                           |
| Haaltert             | Veerle Baeyens                   |  | N-VA                               |
| Hamme                | Herman Vijt                      |  | CD&V                               |
| Hautem-Saint-Liévin  | Lieven Latoir                    |  | Nieuw Houtem                       |
| Herzele              | Johan Van Tittelboom             |  | Open Vld                           |
| Horebeke             | Cynthia Browaeys                 |  | Volksbelangen                      |
| Kaprijke             | Pieter Claeys                    |  | CD&V - N-VA - Groen - indépendants |
| Kluisbergen          | Philippe Willequet               |  | Gemeentebelangen                   |
| Kruibeke             | Dimitri Van Laere                |  | N-VA                               |
| Kruisem              | Joop Verzele                     |  | CD&V                               |
| Laerne               | Ignace De Baerdemaeker           |  | Open Vld                           |
| Laethem-Saint-Martin | Agnes Lannoo-Van Wanseele        |  | Welzijn                            |
| Lebbeke              | Raf De Wolf                      |  | N-VA                               |
| Lede                 | Roland Uyttendaele               |  | CD&V                               |
| Lierde               | Jurgen Soetens                   |  | CD&V (Voor Lierde)                 |
| Lievegem             | Tony Vermeire                    |  | CD&V                               |
| Lochristi            | Yves Deswaene                    |  | Open Vld                           |
| Lokeren              | Filip Anthuenis                  |  | Open Vld                           |
| Markedal             | Joris Nachtergaele               |  | N-VA                               |
| Maldeghem            | Bart Van Hulle                   |  | Open Vld                           |
| Melle                | Dirk De Maeseneer                |  | CD&V (CD&V / N-VA)                 |
| Merelbeke            | Filip Thienpont                  |  | CD&V                               |
| Moerbeke             | Robby De Caluwé                  |  | Open Vld                           |
| Nazareth             | Danny Claeys                     |  | CD&V                               |
| Ninove               | Tania De Jonge                   |  | Open Vld                           |
| Oosterzele           | Johan Van Durme                  |  | CD&V (CD&V / N-VA)                 |
| Renaix               | Luc Dupont                       |  | CD&V                               |
| Saint-Gilles-Waes    | Maaike De Rudder                 |  | CD&V                               |
| Saint-Laurent        | Franki Van de Moere              |  | Samen Anders                       |
| Saint-Nicolas        | Lieven Dehandschutter            |  | N-VA                               |
| Stekene              | Stany De Rechter                 |  | Gemeentebelangen                   |
| Tamise               | Luc De Ryck                      |  | CD&V                               |
| Termonde             | Pieter Buyse                     |  | CD&V                               |
| Waesmunster          | Jurgen Bauwens                   |  | CD&V (Lijst Burgemeester)          |
| Wachtebeke           | Rudy Van Cronenburg              |  | Anders                             |
| Wetteren             | Alain Pardaen                    |  | CD&V                               |
| Wichelen             | Kenneth Taylor                   |  | Samen                              |
| Wortegem-Petegem     | Luc Vander Meeren                |  | Open Vld                           |
| Zele                 | Hans Knop                        |  | CD&V                               |
| Zelzate              | Brent Meuleman                   |  | sp.a                               |
| Zottegem             | Jenne De Potter                  |  | CD&V                               |
| Zulte                | Simon Lagrange                   |  | Open Vld (Open Zulte)              |
| Zwalin               | Eric De Vriendt                  |  | CD&V+                              |

## Province de Limbourg
| Commune              | Bourgmestre                         |  | Parti                         |
| -------------------- | ----------------------------------- |  | ----------------------------- |
| Alken                | Marc Penxten                        |  | N-VA                          |
| As                   | Tom Seurs                           |  | Voluit!                       |
| Beringen             | Thomas Vints                        |  | CD&V                          |
| Bilzen               | Johan Sauwens                       |  | ToB                           |
| Bocholt              | Stijn Van Baelen                    |  | Via                           |
| Bourg-Léopold        | Wouter Beke                         |  | CD&V                          |
| Brée                 | Liesbeth Van der Auwera             |  | CD&V                          |
| Diepenbeek           | Hendrik Kriekels                    |  | N-VA                          |
| Dilsen-Stokkem       | Sofie Vandeweerd (faisant fonction) |  | Open Vld                      |
| Fourons              | Huub Broers                         |  | N-VA (Voerbelangen)           |
| Genk                 | Wim Dries                           |  | CD&V                          |
| Gingelom             | Patrick Lismont                     |  | sp.a (sp.a - Goesting)        |
| Halen                | Erik Van Roelen                     |  | CD&V                          |
| Ham                  | Dirk De Vis                         |  | CD&V                          |
| Hamont-Achel         | Hendrikus Rijcken                   |  | Pro Hamont-Achel              |
| Hasselt              | Steven Vandeput                     |  | N-VA                          |
| Hechtel-Eksel        | Jan Dalemans                        |  | HE Lijst Burgemeester         |
| Heers                | Henri Dumont                        |  | VLDumont                      |
| Herck-la-Ville       | Bert Moyaers                        |  | sp.a                          |
| Herstappe            | Leon Lowet                          |  | GB-IC                         |
| Heusden-Zolder       | Mario Borremans                     |  | N-VA (Goed)                   |
| Hoeselt              | Werner Raskin                       |  | Open Vld (VLD Plus)           |
| Houthalen-Helchteren | Alain Yzermans                      |  | sp.a (sp.a-Groen-Plus)        |
| Kinrooi              | Jo Brouns                           |  | CD&V                          |
| Kortessem            | Tom Thijssen                        |  | CD&V                          |
| Lanaken              | Marino Keulen                       |  | Open Vld                      |
| Lommel               | Bob Nijs                            |  | CD&V                          |
| Looz                 | Eric Awouters                       |  | Open Vld Stroop               |
| Lummen               | Luc Wouters                         |  | CD&V                          |
| Maaseik              | Johan Tollenaere                    |  | Open Vld                      |
| Maasmechelen         | Raf Terwingen                       |  | CD&V                          |
| Nieuwerkerken        | Dries Deferm                        |  | CD&V                          |
| Ousbergen            | Lode Ceyssens                       |  | CD&V                          |
| Peer                 | Steven Matheï                       |  | CD&V                          |
| Pelt                 | Frank Smeets                        |  | CD&V                          |
| Riemst               | Mark Vos                            |  | CD&V                          |
| Saint-Trond          | Veerle Heeren                       |  | CD&V                          |
| Tessenderlo          | Alfons Verwimp                      |  | sp.a - SPIL                   |
| Tongres              | Patrick Dewael                      |  | Open Vld - CD&V (Tongeren.nu) |
| Wellen               | Els Robeyns                         |  | sp.a (sp.a-ROB)               |
| Zonhoven             | Johny De Raeve                      |  | Open Vld                      |
| Zutendaal            | Ann Schrijvers                      |  | ZVP                           |